# La Casa Ebraica
La Casa Ebraica (eb: הבית היהודי, HaBayit HaYehudi) è un partito politico sionista religioso israeliano, erede del Partito Nazionale Religioso. Nonostante si classifichi come partito di destra, alcuni mezzi di comunicazione occidentali e israeliani lo hanno descritto come "partito di estrema destra".

## Storia
La Casa Ebraica nasce nel novembre 2008 dalla fusione del Partito Nazionale Religioso con due partiti membri dell'Unione Nazionale, Moledet e Tkuma. Tuttavia, in seguito Moledet si stacca dal partito e ricrea, insieme ad Hatikva, l'Unione Nazionale. Il 25 dicembre anche Tkuma si ricongiunge con l'Unione Nazionale.
Dal 2009 al 2013 partecipa al governo Netanyahu II.
Per le elezioni del 2013, La Casa Ebraica candida il leader Naftali Bennett e crea una lista congiunta con Tkuma, rinnovata nel 2015. Il partito entra successivamente a far parte dei governi Netanyahu III, Netanyahu IV e Netanyahu V.
Nel dicembre 2018 tre parlamentari, tra cui Bennett, lasciano il partito per formare la Nuova Destra. Rafi Peretz viene eletto leader del partito il 4 febbraio 2019 e ricopre la carica fino al gennaio 2021, quando annuncia il suo ritiro dalla politica.
Il 19 gennaio 2021, in vista delle elezioni di marzo, il partito elegge come nuova leader Hagit Moshe, la prima donna a ricoprire questo ruolo in un partito dell'ebraismo ortodosso. Il 4 febbraio, in seguito ad un mancato accordo per una lista comune con Tkuma, il partito decide di non partecipare alle elezioni e dà indicazione di voto per Yamina.
Il 13 settembre 2022 il partito firma un accordo elettorale con Ayelet Shaked, leader di Yamina, per formare una lista congiunta sotto il nome di La Casa Ebraica.

## Controversie
Naftali Bennett, l'ex leader del partito, viene accusato da alcune organizzazioni LGBT di fare Pinkwashing.

## Leader
- Daniel Hershkowitz (2008-2012)
- Naftali Bennett (2012-2018)
- Rafi Peretz (2019-2021)
- Hagit Moshe (2021-2022)
- Yossi Brodny (2022-)

## Risultati elettorali
| Elezioni       | Leader             | Voti                            | %                               | Seggi         | +/-           |
| -------------- | ------------------ | ------------------------------- | ------------------------------- | ------------- | ------------- |
| 2009           | Daniel Hershkowitz | 96765                           | 2,87 (11º)                      | 3 / 120       | -             |
| 2013           | Naftali Bennett    | 345985                          | 9,12 (4º)                       | 8 / 120       | 5             |
| 2015           | Naftali Bennett    | 283910                          | 6,74 (6º)                       | 6 / 120       | 2             |
| Aprile 2019    | Rafi Peretz        | In Unione dei Partiti di Destra | In Unione dei Partiti di Destra | 3 / 120       | 3             |
| Settembre 2019 | Rafi Peretz        | In Yamina                       | In Yamina                       | 2 / 120       | 1             |
| 2020           | Rafi Peretz        | In Yamina                       | In Yamina                       | 1 / 120       | 1             |
| 2021           | Hagit Moshe        | Non partecipa                   | Non partecipa                   | Non partecipa | Non partecipa |
| 2022           | Yossi Brodny       | 56793                           | 1,19 (13º)                      | 0 / 120       | Stabile       |